# Anthrax pluricellus
Anthrax pluricellus är en tvåvingeart som beskrevs av Samuel Wendell Williston  1901. Anthrax pluricellus ingår i släktet Anthrax och familjen svävflugor. Inga underarter finns listade i Catalogue of Life.